# Aurelien Bekogo
Aurelien Bekogo (Libreville, Gabón, 27 de diciembre de 1975) es un exfutbolista de Gabón que jugaba en la posición de delantero.

## Carrera

### Club
Jugó toda su carrera con el AS Mangasport de 1988 a 2000, equipo con el que fue campeón nacional en dos ocasiones, ganó un título de copa y una supercopa.

### Selección nacional
Jugó para Gabón en 25 ocasiones de 1995 a 2000 y anotó cinco goles; participó en la Copa Africana de Naciones 1996 donde anotó un gol en la victoria por 2-0 ante Zaire en Durban y falló un penal en los cuartos de final ante Túnez.

## Logros
- Primera División de Gabón (2): 1995, 2000
- Copa de Gabón (1): 1994
- Supercopa de Gabón (1): 1995